# چال خنده
چال خنده‎ یا چال لُپ (به انگلیسی: Dimple یا Gelasin) یک فرورفتگی طبیعی کوچک در گوشت ناحیه گونه است. فرهنگ‌های گوناگونی بر این باورند که گودی گونه نماد جذابیت و خوش‌شانسی است و افرادی را که فکر می‌کنند از نظر جسمی جذاب هستند، اغوا می‌کند؛ اما همچنین با قهرمانی و بی‌گناهی نیز که قرن‌ها در ادبیات گنجانده شده‌است، همراه است.
تحقیقات پزشکی نشان می‌دهد که چال لُپ می‌تواند ارثی باشد و بر اساس نوع الل ایجاد می‌شود، اما مسلم است که انسان‌هایی که دارای چال خنده هستند بیشتر احتمال دارد که در هر دو گونه داشته باشند. شکل ظاهری و عمق تحت تأثیر شکل جمجمه قرار می‌گیرد و فرورفتگی می‌تواند به دلیل افزایش سن ظاهر و از بین برود. فرورفتگی صورت چهار نوع دارد، از جمله گونه و شکاف چانه (که گاهی اوقات آن را گودی چانه می‌نامند).
چال خنده در صورت وجود، هنگامی که فرد حالت چهره‌ای مانند لبخند زدن ایجاد می‌کند، نشان داده می‌شود، در حالی که گودی چانه یک خط کوچک روی چانه است که بدون ایجاد حالت‌های خاصی از چهره روی چانه می‌ماند. گودی ممکن است در مدت زمان طولانی ظاهر شده و از بین برود. نوزادی که با گودی در گونه‌های خود زاده شده‌است، ممکن است به دلیل کم شدن چربی کودک، رشد کند و به گودی بزرگ‌تر تبدیل شود.